# Donji Miholjac
Donji Miholjac (in ungherese Alsómiholjác) è una città della Croazia di 10 265 abitanti della Regione di Osijek e della Baranja.